# Seznam ostrovů Řecka
Přibližně jedna čtvrtina rozlohy dnešního Řecka připadá na řecké ostrovy, kterých je přes 3000, z nichž 167 jich je stále obydleno. Některá souostroví a ostrovy tvoří kraje nebo regionální jednotky.

## Skupiny ostrovů
- Jónské ostrovy[1] – Antikythéra[2], Antipaxi, Ithaka, Kefalonia, Korfu, Kythira[2], Lefkada, Paxos, Zakynthos
- Egejské ostrovy[3] – Ajos Efstratios, Antipsara, Fournoi, Chios, Ikaria, Lesbos, Lémnos, Oinousses, Psara, Samos, Samothraki, Thasos, Thyamina
- Sporady[4] – Adelfopulo, Alonissos, Gioura, Kyra Panagia, Pelagos, Persitera, Piperi, Psathoura, Skantzoura, Skiathos, Skopelos, Skyros
- Kyklady[5] – Amorgos, Anafi, Ándros, Antipáros, Anydro, Délos, Donousa, Folegandros, Gyaros, Ios, Irakleia, Kea[6], Kéros, Kímolos, Kithnos, Makronisos, Mélos, Mykonos, Naxos, Paros, Folegandros, Serifos, Sifnos, Sikinos, Syros, Théra, Thirasia, Tinos,
- Dodekany[7] – Agathonisi, Arkoi, Astakida, Astipálaia, Attavyros, Kalimnos, Karpathos, Kasos, Kastellórizon[8], Chalki, Kinaros, Kós, Leipsoi, Leros, Levitha, Nisyros, Ofidoussa, Patmos, Rhodos[9], Samos, Saria, Simi, Syrna, Tilos, Zafora,
- Saronské ostrovy[10] – Aigina[11], Hydra, Poros, Salamina, Spetses
- Kréta[12] – Gavdos[13]

## Podle rozlohy
|    | ostrov     | řecky      | rozloha (km²) | pobřeží (km) | max.nadm. výška (m) | nejvyšší vrchol          | počet obyvatel | hustota zalidnění | největší sídlo | kraj                         | moře                           | souostroví              | lokalizace                       |
| -- | ---------- | ---------- | ------------- | ------------ | ------------------- | ------------------------ | -------------- | ----------------- | -------------- | ---------------------------- | ------------------------------ | ----------------------- | -------------------------------- |
| 1  | Kréta      | Κρήτη      | 8 261,183     | 1 066        | 2 456               | Psiloritis               | 622 911        | 75,40             | Iraklio        | Kréta                        | Egejské, Libyjské, Jónské moře | [ 12 ]                  | 35°18′35″ s. š., 24°53′36″ v. d. |
| 2  | Euboia     | Εύβοια     | 3 661,637     | 804          | 1 743               | Dirfi                    | 191 205        | 52,33             | Chalkis        | Střední Řecko                | Egejské moře                   | [ 4 ]                   | 38°30′ s. š., 24° v. d.          |
| 3  | Lesbos     | Λέσβος     | 1 635,998     | 415          | 968                 | Lepetymnos               | 86 436         | 52,94             | Mytiléna       | Severní Egeis                | Egejské moře                   | Severní Egejské ostrovy | 39°12′36″ s. š., 26°16′48″ v. d. |
| 4  | Rhodos     | Ρόδος      | 1 401,459     | 251          | 1 215               | Attaviros                | 115 490        | 82,45             | Rhodos         | Jižní Egeis                  | Egejské, Libyjské moře         | Dodekany                | 36°10′ s. š., 28° v. d.          |
| 5  | Chios      | Χίος       | 842,796       | 229          | 1 297               | Pelineon                 | 51 930         | 61,62             | Chios          | Severní Egeis                | Egejské moře                   | Severní Egejské ostrovy | 38°24′ s. š., 26°1′ v. d.        |
| 6  | Kefalonia  | Κεφαλονιά  | 734,014       | 267          | 1 628               | Megas Soros              | 35 801         | 45,81             | Argostolion    | Jónské ostrovy               | Jónské moře                    | Jónské ostrovy          | 38°15′ s. š., 20°30′ v. d.       |
| 7  | Kerkyra    | Κέρκυρα    | 585,312       | 251          | 906                 | Pantokratoras            | 102 070        | 172,39            | Kerkyra        | Jónské ostrovy               | Jónské, Jaderské moře          | Jónské ostrovy          | 39°40′ s. š., 19°45′ v. d.       |
| 8  | Samos      | Σάμος      | 477,942       | 164          | 1 433               | Kerkis                   | 32 977         | 69,00             | Samos          | Severní Egeis                | Egejské moře                   | Severní Egejské ostrovy | 37°45′ s. š., 26°50′0″ v. d.     |
| 9  | Lémnos     | Λήμνος     | 476,288       | 270          | 470                 | Vigla                    | 16 992         | 35,68             | Myrina         | Severní Egeis                | Egejské, Thrácké moře          | Severní Egejské ostrovy | 39°55′ s. š., 25°15′ v. d.       |
| 10 | Zakynthos  | Ζάκυνθος   | 406,619       | 156          | 756                 | Vrachionas               | 40 759         | 100,74            | Zakynthos      | Jónské ostrovy               | Jónské moře                    | Jónské ostrovy          | 37°48′ s. š., 20°45′ v. d.       |
| 11 | Naxos      | Νάξος      | 389,434       | 129          | 1 001               | Zeus                     | 17 930         | 41,72             | Naxos          | Jižní Egeis                  | Egejské moře                   | Kyklady                 | 37°5′ s. š., 25°28′ v. d.        |
| 12 | Thasos     | Θάσος      | 383,672       | 116          | 1 204               | Ypsarion                 | 13 765         | 36,32             | Limenas        | Východní Makedonie a Thrákie | Thrácké moře                   | Severní Egejské ostrovy | 40°40′ s. š., 24°40′ v. d.       |
| 13 | Andros     | Άνδρος     | 383,022       | 180          | 944                 | Petalo                   | 9 221          | 24,28             | Andros         | Jižní Egeis                  | Egejské moře                   | Kyklady                 | 37°50′ s. š., 24°56′ v. d.       |
| 14 | Lefkada    | Λευκάδα    | 301,106       | 139          | 1 158               | Stavrota                 | 22 652         | 74,88             | Lefkada        | Jónské ostrovy               | Jónské moře                    | Jónské ostrovy          | 38°43′ s. š., 20°38′ v. d.       |
| 15 | Karpathos  | Κάρπαθος   | 300,152       | 175          | 1 215               | Kali Limni               | 6 181          | 20,46             | Pigadia        | Jižní Egeis                  | Egejské, Libyjské moře         | Dodekany                | 35°35′ s. š., 27°8′ v. d.        |
| 16 | Kós        | Κως        | 287,611       | 122          | 843                 | Dikaio                   | 33 388         | 116,25            | Kós            | Jižní Egeis                  | Egejské moře                   | Dodekany                | 36°48′55″ s. š., 27°6′37″ v. d.  |
| 17 | Kythéra    | Κύθηρα     | 277,746       | 122          | 507                 | Mermigkaris              | 3 973          | 14,21             | Chora          | Attika                       | Jónské, Libyjské, Egejské moře | Jónské ostrovy          | 36°15′27″ s. š., 22°59′51″ v. d. |
| 18 | Ikaria     | Ικαρία     | 255,320       | 107          | 1 042               | Atheras                  | 8 423          | 32,99             | Agios Kirykos  | Severní Egeis                | Egejské moře                   | Severní Egejské ostrovy | 37°35′ s. š., 26°10′ v. d.       |
| 19 | Skyros     | Σκύρος     | 208,594       | 136          | 792                 | Kochylas                 | 2 994          | 14,47             | Skyros         | Střední Řecko                | Egejské moře                   | Sporady                 | 38°53′ s. š., 24°31′ v. d.       |
| 20 | Tinos      | Τήνος      | 197,044       | 114          | 729                 | Tsiknias                 | 8 636          | 44,38             | Tinos          | Jižní Egeis                  | Egejské moře                   | Kyklady                 | 37°32′ s. š., 25°10′ v. d.       |
| 21 | Paros      | Πάρος      | 196,755       | 110          | 724                 | Marpessa                 | 13 715         | 69,86             | Parikia        | Jižní Egeis                  | Egejské moře                   | Kyklady                 | 37°3′ s. š., 25°11′ v. d.        |
| 22 | Samothraké | Σαμοθράκη  | 180,364       | 59           | 1 611               | Fengari                  | 2 859          | 16,06             | Samothraké     | Východní Makedonie a Thrákie | Thrácké moře                   | Severní Egejské ostrovy | 40°27′ s. š., 25°35′ v. d.       |
| 23 | Milos      | Μήλος      | 158,403       | 132          | 748                 | Profitis Ilias           | 4 977          | 33,05             | Adamantas      | Jižní Egeis                  | Egejské moře                   | Kyklady                 | 36°44′ s. š., 24°25′ v. d.       |
| 24 | Kea        | Κέα        | 131,693       | 88           | 568                 | Profitis Ilias           | 2 446          | 18,57             | Ioulis         | Jižní Egeis                  | Egejské moře                   | Kyklady                 | 37°36′45″ s. š., 24°20′24″ v. d. |
| 25 | Amorgos    | Αμοργός    | 121,464       | 124          | 823                 | Krikellos                | 1 971          | 16,23             | Chora          | Jižní Egeis                  | Egejské moře                   | Kyklady                 | 36°50′25″ s. š., 25°53′15″ v. d. |
| 26 | Kalymnos   | Κάλυμνος   | 110,581       | 103          | 760                 | Profitis Ilias           | 16 001         | 144,70            | Pothia         | Jižní Egeis                  | Egejské moře                   | Dodekany                | 37° s. š., 27° v. d.             |
| 27 | Ios        | Ίος        | 108,713       | 85           | 713                 | Pirgos                   | 2 024          | 18,61             | Chora          | Jižní Egeis                  | Egejské moře                   | Kyklady                 | 36°43′ s. š., 25°19′ v. d.       |
| 28 | Kythnos    | Κύθνος     | 99,432        | 111          | 336                 | Profitis Ilias           | 1 456          | 14,64             | Kythnos        | Jižní Egeis                  | Egejské moře                   | Kyklady                 | 37°23′ s. š., 24°25′ v. d.       |
| 29 | Astypalaia | Αστυπάλαια | 96,420        | 127          | 482                 | Vardia                   | 1 334          | 13,77             | Astypalaia     | Jižní Egeis                  | Egejské moře                   | Dodekany                | 36°34′12″ s. š., 26°21′39″ v. d. |
| 30 | Ithaka     | Ιθάκη      | 95,821        | 104          | 809                 | Niritos                  | 3 231          | 27,4              | Ithaka         | Jónské ostrovy               | Jónské moře                    | Jónské ostrovy          | 38°23′13″ s. š., 20°43′1″ v. d.  |
| 31 | Skopelos   | Σκόπελος   | 95,684        | 75           | 567                 | Palouki                  | 4 960          | 51,83             | Skopelos       | Thesálie                     | Egejské moře                   | Sporady                 | 39°7′ s. š., 23°42′ v. d.        |
| 32 | Salamina   | Σαλαμίνα   | 91,503        | 110          | 365                 | Mavrovouni               | 39 283         | 408,80            | Salamis        | Attika                       | Egejské moře                   | Saronské ostrovy        | 37°57′56″ s. š., 23°29′35″ v. d. |
| 33 | Mykonos    | Μύκονος    | 86,125        | 86           | 373                 | Profitis Ilias Varniotis | 10 110         | 117,38            | Mykonos        | Jižní Egeis                  | Egejské moře                   | Kyklady                 | 37°27′ s. š., 25°20′ v. d.       |
| 34 | Syros      | Σύρος      | 84,069        | 84           | 442                 | Pirgos                   | 21 505         | 255,80            | Ermupoli       | Jižní Egeis                  | Egejské moře                   | Kyklady                 | 37°27′ s. š., 24°54′ v. d.       |
| 35 | Sifnos     | Σίφνος     | 77,371        | 74           | 682                 | Profitis Ilias           | 2 625          | 35,50             | Apollonia      | Jižní Egeis                  | Egejské moře                   | Kyklady                 | 36°59′ s. š., 24°40′ v. d.       |
| 36 | Aigina     | Αίγινα     | 77,014        | 58           | 531                 | Ellanio Oros             | 13 056         | 157,99            | Aigina         | Attika                       | Egejské moře                   | Saronské ostrovy        | 37°45′ s. š., 23°26′ v. d.       |
| 37 | Théra      | Θήρα       | 76,194        | 66           | 567                 | Profitis Ilias           | 15 230         | 199,89            | Fira           | Jižní Egeis                  | Egejské moře                   | Kyklady                 | 36°25′ s. š., 25°26′ v. d.       |
| 38 | Serifos    | Σέριφος    | 74,331        | 81           | 585                 | Trolos                   | 1 420          | 18,88             | Serifos        | Jižní Egeis                  | Egejské moře                   | Kyklady                 | 37°9′ s. š., 24°30′ v. d.        |